# NGC 6239
 NGC 6239  هي مجرة حلزونية تقع في كوكبة الجاثي (كوكبة) مع جوهر متميز. اكتشفها الفلكي البريطاني ويليام هيرشيل في 12 أبريل 1788. المجرة تبعد حوالي 42 مليون سنة ضوئية عن الأرض.

## وصلات خارجية
- NGC 6239 على موقع ويكي سكاي: DSS2, SDSS, GALEX, IRAS, Hydrogen α, X-Ray, Astrophoto, Sky Map, Articles and images